# نظارت و سانسور سینما در ایران پیش از انقلاب ۱۳۵۷
نظارت و سانسور سینما در ایران پیش از انقلاب ۱۳۵۷ از سال ۱۲۸۳ با شروع نمایش عمومی فیلم در تهران توسط بانی آن میرزا ابراهیم صحاف باشی، آغاز شد. چند دهه بعد لایحه نمایش‌ها و سینماها را بلدیه تهران تهیه و تنظیم می‌نماید. چند سال بعد وزارت داخله طبق آیین‌نامه و موادی مسئولیت رسیدگی به امور تولید و صدور پروانه نمایش فیلم‌ها را به اداره کل شهربانی می‌دهد. سه سال بعد از این تفویض مسئولیت وزارت کشور (داخله سابق) دایره‌ای ویژه به اسم اداره نمایشات را تأسیس می‌کند تا ناظر سینمای ایران باشد. پس از گذر دوره کوتاهی این مسئولیت بر عهده اداره تبلیغات وزارت کار می‌افتد که با مخالفت وزارت کشور مواجه شده دوباره مجلس شورای ملی رسیدگی به امور فیلم و نمایش را به وزارت کشور می‌دهد و به پیرو آن اداره نمایش وزارت داخله شروع به کار می‌کند. در اوایل دهه چهل با موافقت وزارت کشور و وزارت فرهنگ و هنر، اختیارات اداره نمایش وزارت کشور، به وزارت فرهنگ و هنر تفویض می‌شود و با نام اداره کل نظارت و نمایش فعالیت خود را شروع می‌کند.

## دوره قاجار
سینمادار و قرائت کنندگان میان‌نویس‌های فیلم‌های صامت نخستین سانسورچی‌های فیلم در ایران بودند. در سال ۱۲۸۳ با آغاز نمایش همگانی فیلم در تهران به وسیله میرزا ابراهیم صحاف باشی، سانسور و ممیزی هم در فیلم و سینما آغاز می‌شود. نخستین ممیزها، قرائت کنندگان میان‌نویس‌های فیلم‌های صامت هستند. سینمادارها از قرائت کنندگان می‌خواستند تا در ترجمه و خواندن میان تیترها، رعایت عرف جامعه ایرانی را بکنند و در صورت لزوم با توضیح خودشان، تغییراتی را در محتوای فیلم‌ها بدهند تا فیلم‌ها با سلیقه و پسند تماشاگر ایرانی بهتر و همسوتر گردد.

## دوره پهلوی
در سال‌های ابتدایی حکومت رضاشاه، مطبوعات وقت درخواست‌های مکرری از حکومت و مسئولین ذی‌ربط، مبنی بر ایجاد سانسور و نظارت بر فیلم‌ها داشتند. این مطالبات بیشتر در زمینه زدودن صحنه‌های غیراخلاقی و مهیج جنسی می‌بود. به عنوان مثال در مجله آئینه ایران به تاریخ ۳۱ تیر ۱۳۰۹ آمده‌است:
این پر واضح است که وجود سینما برای دو قسمت باید فوق‌العاده مفید باشد. یکی برای تهذیب اخلاق و دیگری برای تفریح دماغ، اما راجع به تهذیب اخلاق تصور می‌کنم درست نقطه مقابلش از سینماهای طهران تاکنون حاصل شده‌است، زیرا در اینجا ظاهراً فیلم‌ها سانسور نمی‌شود و اگر هم فرضاً سانسور شود از نمایش فیلم‌هایی جلوگیری می‌شود که از لحاظ سیاست انتشار آن‌ها صلاح نباشد، والا در خصوص اخلاق محققاً توجهی به این موضوع نمی‌شود. فیلم‌های سینمای ایران که اکثراً از فیلم‌های فرانسه است طوری مهیج شهوت و عشق بازی است که حتی پیرمردهای هشتادساله هم را تحریک می‌کند تا چه رسد به جوان‌های عزب و دختران معصوم که برای تهذیب اخلاق! به سینما آمده‌اند. گویا شهوت پرستی در اینجا به قدری کم است که باید مخصوصاً سینماها پول گزافی گرفته و شب‌ها طریقه و اصول آن را توسط فیلم به مردم یاد دهند!

### ۱۳۰۹
با توجه به فشار مطبوعات وقت، برای نخستین بار مقررات و آیین‌نامه‌هایی رسمی برای نمایش فیلم‌ها تصویب می‌شود. لایحه نمایش‌ها و سینماها را بلدیه تهران تهیه و تنظیم می‌کند، آن را به وزارت داخله می‌دهد و در هیئت وزیران تصویب می‌گردد. در این لایحه بخش سینماها شش ماده دارد که مواد سه و چهار آن مربوط به نظارت و ارزیابی فیلم پیش از اکران است. مطابق این دو ماده، مدیران سینماها برای نمایش هر فیلم باید اجازه‌نامه دریافت کنند. فیلم‌ها باید در ابتدا برای نماینده شهرداری نشان داده شود. صحنه‌هایی که منافی با اخلاق و عفاف باشد حذف و بعد برای بقیه فیلم جواز نمایش صادر می‌شود.

### لایحه نمایش‌ها و سینماها
این لایحه که اولین مقررات و آیین‌نامه مربوط به نظارت بر فیلم و سینمای ایران است در دهه اول مهر ماه ۱۳۰۹ توسط هیئت وزیران تصویب گردید. در ماده سوم این لایحه چنین آمده‌است:
«مدیر سینما ملزم است که پیش از نمایش هر فیلمی تقاضای جواز نماید و موظف است که فیلم تقاضا شده را قبلاً در سالن غیرعمومی به نماینده معارف بلدیه ارائه بدهد تا در صورت لزوم از دیدگاه اخلاق جرح و تعدیل لازم را به عمل آورند.»
و همچنین در ماده ۴ این چنین آمده‌است:
«هر قست از فیلم را که بلدیه منافی با اخلاق و عفاف بداند قطع نموده با حضور مدیر سینما در قوطی گذارده، لاک و مهر کرده و در مقابل رسید کتبی تحویل و تسلیم مشارٌ‌الیه خواهد داشت.»

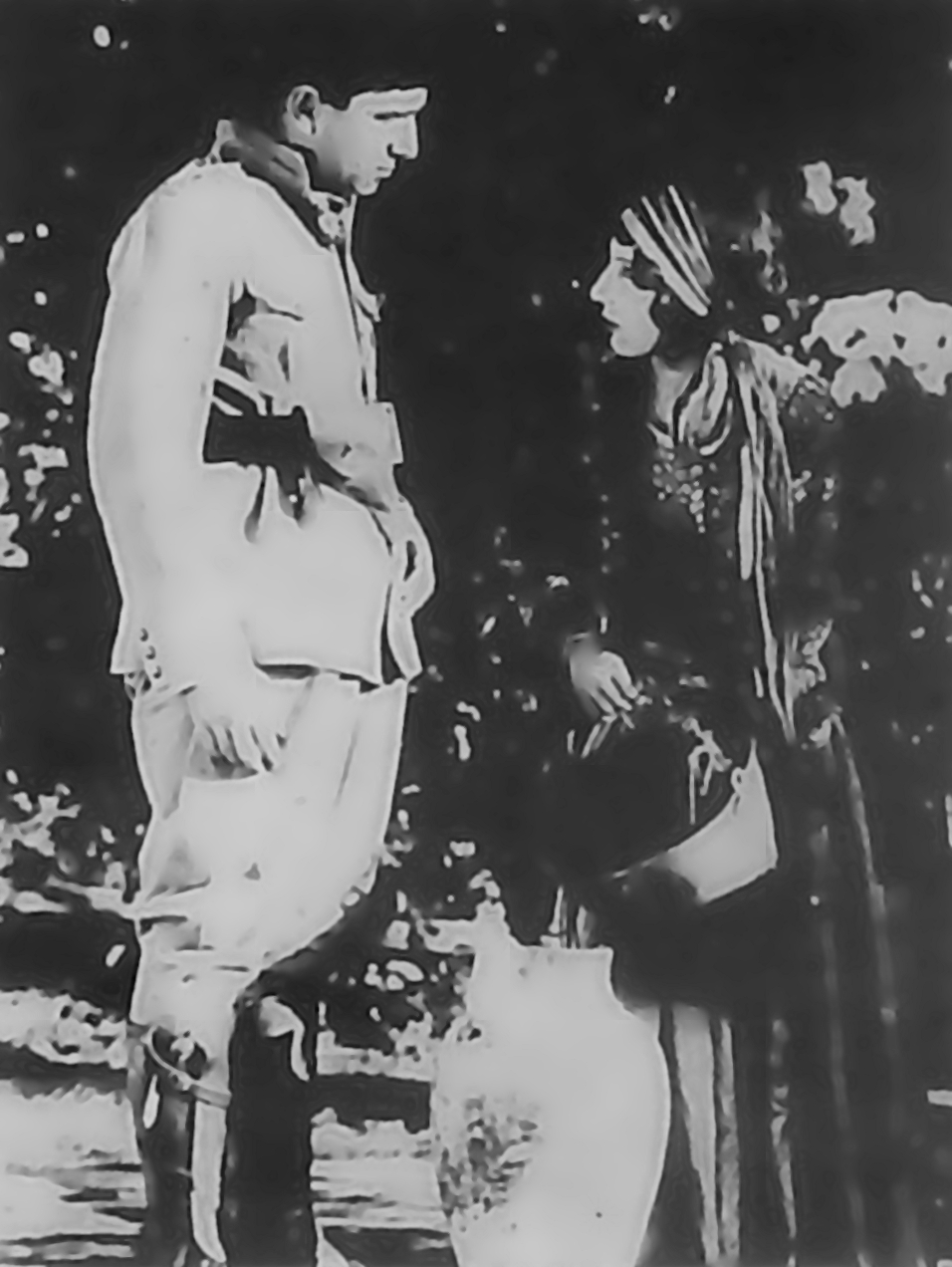
با ساخت نخستین فیلم ناطق ایرانی به نام دختر لر (۱۳۱۲) به کارگردانی عبدالحسین سپنتا، نخستین مورد سانسور در سینمای ایران هم شکل گرفت. با فشار مستقیم دربار، در انتهای فیلم، جعفر و گلنار به ایران بر می‌گردند و دلیل بازگشت آنها به ایران هم در میان نویس پایانی فیلم امنیت دوران «رضا شاه» عنوان می‌شود.

### ۱۳۱۲
با ساخت نخستین فیلم ناطق ایرانی به نام دختر لر به کارگردانی عبدالحسین سپنتا، نخستین مورد سانسور در سینمای ایران هم شکل گرفت. این فیلم داستان یک زوج ایرانی است که از ایران ناامن زمان مشروطه به هند پناه می‌برند. با فشار مستقیم دربار، در انتهای فیلم ساخته شده، جعفر و گلنار به ایران بر می‌گردند و دلیل بازگشت آن‌ها به ایران هم در میان‌نویس پایانی فیلم «امنیت دوران رضا شاه کبیر» عنوان می‌شود.

### ۱۳۱۷
با ورود صنعت فیلمسازی به ایران وزارت داخله، در واکنش به «توجه روزافزون برای ضبط مناظر، عمارات، تأسیسات و خیابان‌ها نزد تولیدکنندگان وطنی»، آیین‌نامه جدیدی تنظیم می‌کند که مقرراتی برای فیلمبرداری، عکاسی، نقاشی و طراحی دارد. بخش فیلمبرداری این آیین‌نامه ۱۲ ماده دارد که ماده ۲ آن مسئولیت رسیدگی به امور تولید و صدور پروانه نمایش فیلم‌ها را به اداره کل شهربانی می‌دهد.

### ۱۳۲۰
پس از ورود نیروهای متفقین به ایران، در وزارت داخله، دایره‌ای ویژه به اسم اداره نمایش‌ها تأسیس می‌شود که مسئولیتش با زنی آمریکایی به اسم نیلا کوک است. قرار می‌شود مسئولیت نظارت بر نمایش فیلم‌ها با این دایره باشد. در این دوره حساسیت‌ها در مورد منافع متفقین در ایران است و هیچ کنترل دیگری صورت نمی‌گیرد، تا حدی که مطبوعات دوباره خواستار سانسور فیلم‌ها می‌شوند. به عنوان مثال در مجله هولیوود به تاریخ ۱۵ اردیبهشت ۱۳۲۴ آمده‌است:
«امروز یکی از ادارات حساس کشورشاهنشاهی توسط بانویی اداره می‌شود که به عنوان متخصص نمایش آنچه را که صد در صد مربوط به وزارت فرهنگ است، به خود اختصاص داده… خانم نیلا کوک را ما مقصر ندانسته زیرا ایشان باید چندین سال در این مملکت زندگی نمایند تا به روش خاص و اخلاق ایرانی آشنا شوند و آن وقت اگر از امتحان قبول شدند، تخصص خود را به نفع مردمان این کشور به کار بندند… سابق بر این دقت خاص دربارهٔ اجازه فیلم‌ها و نمایشات مبذول می‌گردید… اما امروزه چون شهربانی در امور سینماها و تماشاخانه‌ها مداخله ندارد، اگر فیلم‌هایی بدون اجازه نمایش داده شود پس از آن که مدتی از نمایش آن گذشت و شخص وطن‌پرستی متوجه شد، پس از شکایت شاید آن فیلم سانسور شده و مانع نمایش آن شوند. اخیراً فیلمی در یکی از سینماهای مبتذل تهران نمایش می‌دادند که هیچ‌کس از وجود آن اطلاع نداشت و در نتیجه اقدامات آقای دهقان، از آن جلوگیری به عمل آمد و متن فیلم از این قرار بود: <<نادرشاه در هندوستان به خانه زنی هندی برای بی عصمتی رفته و هندی‌ها او را می‌کشند.» تا به حال ما تصور می‌کردیم که ایرانیانی که متصدی این گونه کارها هستند بی اطلاع می‌باشند ولی متأسفانه از موقعی که خانم کوک به این سمت گمارده شده‌اند اوضاع سینما و تئاترها به طوری خراب و خطرناک شده‌است که هیچ امیدواری به تأمین جان مردم نمی‌رود.>>

### ۱۳۲۴
بعد از برکناری نیلا کوک، برای مدتی مسئولیت نظارت بر نمایش فیلم‌ها به اداره تبلیغات وزارت کار محول می‌شود. وزارت کشور زیر بار نمی‌رود و کار به مجلس شورای ملی کشیده می‌شود. مجلس در جلسه ۲۴ اسفند ۱۳۲۴ خود رسیدگی به امور فیلم و نمایش را به وزارت کشور می‌سپارد و این وزارتخانه را ملزم به وضع مقررات و ایجاد تشکیلاتی برای این کار می‌کند.

در اوایل دهه چهل با موافقت وزارت کشور و وزارت فرهنگ و هنر، اختیارات اداره نمایش وزارت کشور، به وزارت فرهنگ و هنر تفویض می‌شود و با نام اداره کل نظارت و نمایش فعالیت خود را شروع می‌کند.

### ۱۳۲۹
حاصل کار وزارت کشور در انجام وظیفه‌ای که مجلس بر عهده اش گذاشته، بالاخره نهایی می‌شود؛ و حاصل آن آیین‌نامه سینماها و موسسات نمایشی است. این آیین‌نامه ۹ فصل و ۷۷ ماده دارد. فصل ۶ این آیین‌نامه به بازدید فیلم اختصاص دارد. این فصل روش سانسور فیلم را تا سال‌های سال تعیین می‌کند. طبق قانون جدید، هیچ فیلمی را در هیچ کجا نمی‌شود نمایش داد، مگر اینکه به تأیید کمیسیون نمایش برسد. کمیسیون نمایش از نمایندگان وزارت کشور، سازمان اطلاعات و امنیت (ساواک)، اداره انتشارات و رادیو (صدا و سیما فعلی) و یک نماینده از سندیکای سینماها (بدون حق رای) تشکیل می‌شد. اگر فیلم یا صحنه‌ای را سه نفر از اعضاء رد کنند آن فیلم یا صحنه سانسور می‌شود. قسمت‌های حذفی هم در خود اداره نمایش نگهداری می‌شود. موارد غیرمجاز در این قانون، لیستی مفصل است، اما در عمل بیشترین تأکید روی فیلم‌های تاریخی است که به داستان سلاطین می‌پردازد. قرار است شاه‌ها بد نمایش داده نشوند.

### آیین‌نامه سینماها و موسسات نمایشی
این آیین‌نامه مصوب خرداد ۱۳۲۹ در وزارت کشور می‌باشد. در این بخش به قسمت‌هایی از آن اشاره شده‌است.
ماده ۵۰: هیچ گونه فیلمی اعم از فیلم‌های تربیتی، ورزشی، تفریحی، علمی، اختیاری، اخباری، تجاری و غیره را نمی‌توان در هیچ‌یک از سینماها و اماکن عمومی یا محل اجتماعات دیگر و تلویزیون یا وسیله دیگری به معرض نمایش گذارد مگر اینکه مورد بازدید کمیسیون نمایش قرار گرفته و پروانه نمایش برای آن فیلم صادر شده باشد.
ماده ۵۲: هرگاه پس از بازدید فیلم قسمتی از آن حذف گردید و متصدی سینما بدون توجه به نظر کمیسیون قسمت حذف شده را نمایش داد، پروانه فیلم مذکور برای همیشه در سراسر کشور لغو می‌گردد.
ماده ۵۴: تعیین نام‌های فیلم‌های سینما موکول به موافقت کمیسیون نمایش خواهد بود و تغییر آن ممنوع است.
ماده ۵۵:کمیسیون نمایش با رعایت موارد پانزده‌گانه زیر از کلیه فیلم‌های صاحبان سینما و سندیکا و تلویزیون بازدید نموده و از نمایش فیلم یا قسمت‌هایی از فیلم که منطبق با موارد زیر باشد جلوگیری خواهد نمود.
1. مخالف با مبانی دین و تبلیغ علیه دین اسلام و مذهب جعفری اثنی عشری.
2. مخالف با رژیم مشروطه سلطنتی و اهانت به مقام شامخ سلطنت و خاندان بلافصل سلطنتی.
3. انقلابات سیاسی در کلیه کشورها که منجر به تغییر رژیم سلطنت گردد.
4. تحریک به انقلاب و عصیان علیه حکومت و رژیم سلطنتی کشور.
5. تبلیغ هرگونه مرام و مسلکی که به موجب مقررات کشور ایران غیرقانونی شناخته شده باشد.
6. هر نوع فیلمی که در آن قاتل و جانی و سارق در نتیجه قتل، بدون مجازات مانده باشد.
7. هرگونه شورش و انقلاب در زندان که نتیجتاً منجر به شکست قوای انتظامی و پیروزی زندانیان گردد.
8. تحریک کارگران و دانشجویان و کشاورزان و سایر طبقات به مقابله با قوای انتظامی و تخریب کارخانجات یا مدارس و آتش‌سوزی.
9. فیلم‌هایی که مخالف با آداب و رسوم و سنن ملی کشور باشد.
10. صحنه‌هایی از فیلم که موجب اشمئزاز و بیزاری بینندگان گردد، به نحوی که موجبات تأثر و ناراحتی شدید تماشاچیان را فراهم کند.
11. صحنه‌هایی از فیلم که در آن روابط نامشروع زنان شوهردار یا فریب و اغفال دختران نمایش داده شود و همچنین صحنه‌هایی که در آن زنان لخت نمایش داده شود.
12. استعمال کلمات مستهجن (فحش) و اصطلاحات رکیک و تمسخر لهجه‌های محلی (بیشتر در مورد دوبلاژ رعایت شود).
13. نشان دادن صحنه زن و مرد در یک بستر در صورتی که زن و مرد برهنه باشند و فقط پوشش روی تختخواب حجاب حالت آن‌ها باشد.
14. فیلم‌هایی که موجب فساد اخلاق جامعه یا برخلاف عفت عمومی باشد و در آن رموز گانگستری نمایش داده شود.
15. فیلم‌هایی که به اختلافات نژادی و مذهبی دامن زند و موجب بغض و عناد مردم گردد.

نمایی از فیلم آغا محمدخان (۱۳۳۳) به کارگردانی نصرت‌الله محتشم. بخش پایانی این فیلم، توسط خود نصرت‌الله محتشم
(مسئول اداه نمایش وزارت کشور) عوض می‌شود.

### نمونه‌ای از نحوه اعمال سانسور در دهه ۱۳۳۰
در مجله جهان سینما به تاریخ ۱۲ بهمن ۱۳۳۱ آمده‌است: «در فیلم موسیو بوکر، به اشتراک باب هوپ و جون کافید، پادشاه سلمانی مخصوص خود بوکر را برای اصلاح ریش خود احضار می‌کند لیکن شما صحنه‌ای که او ریش پادشاه را می‌تراشد ندیدید. این صحنه جالب توجه را که در حدود شش دقیقه می‌شد سانسور کرده بودند. از فیلم رنگی و تاریخی تسخیرناپذیر به اشتراک گاری کوپر و پولت کودارد نیز در حدود ۲۰ دقیقه سانسور شده بود و شخصی که مأمور این کار بود، ادعا داشت چنان با مهارت این عمل را انجام داده‌است که هیچ‌کس متوجه نخواهد شد. فیلم تمام رنگی و فانتزی شاهین صحرا به طرز عجیبی سانسور شد. توضیح اینکه داستان فیلم در حدود ۲۰۰۰ سال قبل در تهران اتفاق می‌افتاد ولی کلمه تهران را که در سرتاسر فیلم از دهان هنرپیشگان خارج می‌شد سانسور کرده بودند. در فیلم تاریخی کریستف کلمب به اشتراک فردریم مارچ نیز در یکی از صحنه‌ها نشان می‌دهد که کلمب با حالت عصبانیت به فیلیپ پادشاه اسپانیا حمله‌ور گشته و او را به زمین می‌زند در حالی که با کمال خونسردی این صحنه را سانسور کرده بودند. بیشتر از پنج صحنه بسیار جالب و تماشایی که اصل موضوع فیلم ملکه نقره را تشکیل می‌داد، بریده شده بود، چون که این قسمت‌ها یا شامل انقلاب بودند یا دستبرد و حمله به بانک را نشان می‌دادند و این احتیاط کمیسیون نمایشات به جهت این بود که در ایران مردم از انقلاب و دستبرد به بانک چیزی نمی‌دانند و البته نباید آن را یاد بگیرند. اما سانسور ماهرانه فیلم جانباز، شاهکار تمام سانسورها محسوب می‌شود. در اینجا از شباهت دو نفر از پرسناژهای فیلم استفاده کرده و پایان فیلم را به کلی عوض کرده بودند. در اواخر فیلم جانباز لورنزوی پادشاه با دشمنش رامون به دوئل مشغول می‌گردد. در اینجا همه منتظرند که یکی از دو حریف از پای درآیند در صورتی که صحنه نیمه تمام می‌ماند و ناگهان نشان داده می‌شود که رامون با کارلوس به دوئل پرداخته و به دست او کشته می‌شود و تماشاچی مشاهده می‌کند که لورنزو روی زمین افتاده و سینه او مجروح شده. پس از چند کلمه صحبت ناگهان در صحنه دیگر او را زنده و سلامت نشان می‌دهند. در صورتی که فیلم در اصل این طور نبوده و از کمپانی تهیه‌کننده با این شکل خارج نشده‌است. در اصل رامون با شمشیر خود شاه را از پای درمی‌آورد و بعد با کارلوس به نبرد می‌پردازد و کارلوس هم پس از اینکه رامون را به قتل می‌رساند نزد لورنزو آمده و با او صحبت می‌کند. لورنزو به او توصیه می‌کند و سپس در همان‌جا زندگی را بدرود می‌گوید.»

تصویر ابراهیم مرادی - فیلم لاله دریایی (۱۳۳۹) او به دلیل ساختار سینمایی بسیار ضعیف توسط هیئت سینمایی و اعضاء هیئت اداره نمایش توقیف می‌شود.

### ۱۳۳۳
نصرت‌الله محتشم که خود یک کارگردان بود از ابتدای تشکیل کمیسیون نمایش، مسئولیت اداره نمایش را برعهده دارد. او در برابر فشارهای بعد از کودتای ۲۸ مرداد استعفاء می‌دهد و دوباره شش ماه بعد به سمت خود بر می‌گردد. نصرت‌الله محتشم در کارش چنان جدی بود که یک بار فیلم خودش دربارهٔ آغا محمدخان قاجار را سانسور می‌کند و دستور می‌دهد پایانش عوض شود.

### ۱۳۳۷
سال ۱۳۳۷ سال اوج فشار بر تولیدات داخلی است، تقریباً تمام فیلم‌های این سال سانسور می‌شوند. بیشتر سانسورها به خاطر صحنه‌هایی از محله‌های جنوب شهر و زندگی مردم فقیر است. به عنوان مثال در فیلم همه گناهکاریم ساخته عزیز رفیعی، صحنه‌ای که یک دزد بعد از دیدن فقر اهالی خانه‌ای که برای دزدی به آنجا رفته، پول‌های خودش را برای آن‌ها می‌گذارد، حذف می‌شود یا در فیلم چشم به راه ساخته عطا الله زاهد، فقط وقتی مجوز می‌گیرد که به جای صحنه‌های جنوب شهرش، صحنه‌هایی از رقص و آواز یک خواننده زن جایگزین شود. فیلم جنوب شهر فرخ غفاری نیز، سه روز بعد از نمایش عمومی توقیف می‌شود.

### ۱۳۳۹
دکتر محمد علی سمیعی، رئیس جدید اداره نمایش برای کاستن از فشار انتقادها، تصمیم می‌گیرد با دعوت از تهیه کنندگان، کارگردان‌ها و نویسندگان سینمایی، خود آن‌ها را در مراحل نظارت شریک کند. برای این کار دو فیلم لاله دریایی ساخته ایراهیم مرادی و از پاریس برگشته ساخته سالار عشقی انتخاب می‌شوند. بعد از نمایش خصوصی این دو فیلم، تمامی حاضران خواستار توقیف هر دو فیلم به دلیل ساختار سینمایی بسیار ضعیفشان می‌شوند. با این حال فقط ده روز بعد از پاریس برگشته مجوز اکران می‌گیرد.

از جمله فعالیت‌های کمیته عالی که با تلاش نصرت‌الله محتشم تشکیل شده بود، اجازه نمایش به فیلم ژولیوس سزار (۱۳۳۲) ساخته جوزف منکیه‌ویچ است که سال‌ها بود به خاطر صحنه قتل سزار در توقیف مانده بود.

### ۱۳۴۱
نصرت‌الله محتشم در بازگشت خود به اداره نمایش، موفق می‌شود با جلب نظر مقامات بالاتر، یک کمیسیون عالی برای اعلام نظر دربارهٔ فیلم‌های توقیف شده قبلی تشکیل بدهد. از جمله فعالیت‌های این کمیته، اجازه نمایش به فیلم ژولیوس سزار ساخته جوزف منکیه‌ویچ است که سال‌ها بود به خاطر صحنه قتل سزار در توقیف مانده بود.

### ۱۳۴۳
با موافقت دو وزارتخانه فرهنگ و هنر و کشور، کلیه اختیارات اداره نمایش، به وزارت فرهنگ و هنر تفویض می‌شود. نخستین رئیس اداره کل نظارت و نمایش وزارت فرهنگ و هنر، دکتر هوشنگ کاوسی است که سال‌ها خودش منتقد سانسور بوده‌است. در دوره او فیلم دیروز، امروز، فردا ساخته ویتوریو دسیکا، بدون حذف هیچ صحنه‌ای نمایش داده می‌شود اما اکرانش با اعتراض تماشاگران، ناچار با حذف صحنه‌هایی ادامه می‌یابد.

### ۱۳۴۵
آیین‌نامه جدیدی که توسط وزارت فرهنگ و هنر تدوین شده‌است به تصویب هیئت وزیران می‌رسد. در آیین‌نامه نظارت بر نمایش فیلم و اسلاید، اولاً علاوه بر نمایندگان وزارتخانه‌های فرهنگ و هنر، کشور و اطلاعات، پانزده نفر از خبرگان زمینه‌های مختلف هم به عضویت شورا در می‌آیند. دوماً موارد جدیدی به مواد پانزده‌گانه آیین‌نامه پیشین اضافه می‌شود. در ماده ۲۶ رده‌بندی سنی، فیلم‌ها برای زیر و بالای ۱۸ سال به تصویب می‌رسد.

### آیین‌نامه نظارت بر نمایش فیلم و اسلاید
در آیین‌نامه نظارت بر نمایش فیلم و اسلاید مصوب هیئت وزیران ۳ مرداد ۱۳۴۵ آمده‌است: ماده۳- نمایش تمام یا قسمتی از هر فیلم که متضمن نکات مشروح در زیر باشد در سراسر کشور ممنوع است:

دکتر هوشنگ کاوسی

1. اهانت به اصل توحید پروردگار و ادیان و کتب آسمانی و پیغمبران و مقدسان و ائمه اطهار.
2. اهانت به دین اسلام و کیش شیعه اثنی عشری و مقدسان و مقدسات آن.
3. هتک حرمت و اهانت به مذهب و معتقدات اقلیت‌های مذهبی ایران.
4. اسائه ادب به مقام شامخ سلطنت و خاندان جلیل سلطنتی.
5. تشویق و تحریک هرگونه عصیان و بلوا علیه رژیم سلطنت مشروطه و دولت.
6. اهانت به مقامات دولتی اعم از کشوری و لشکری.
7. اهانت به کشورهایی که که با کشور ایران روابط دوستانه دارند یا توهین نسبت به مفاخر تاریخی و ملی آن‌ها تا آن حد که موجب کدورت و رنجش در آن کشورها شود.
8. تبلیغ برای هرگونه مرام و مسلکی که به موجب قوانین و مقررات کشور ایران غیرقانونی شناخته شده باشد.
9. صحنه‌هایی که حاکی از سوء قصد علیه رئیس و اعضای یک دولت بوده و قصد تحریک در آن آشکار باشد.
10. صحنه‌هایی که حاکی از شورش علیه نیروهای انتظامی و امنیتی و دفاعی باشد و پیروزی علیه اخلالگران شود.
11. به‌طور کلی صحنه‌هایی که مخالف و متضاد با مقدسات و مفاخر تاریخی و ملی ایران است و در آن به مقام و مسئولیت کشور ایران چه در گذشته و چه در حال در میان ملل جهان لطمه و خدشه ای وارد می‌سازد.
12. تشویق اعمال رذیله و غیرانسانی از قبیل خیانت، جنایت، جاسوسی، زنا، همجنس دوستی، دزدی، ارتشاء و تجاوز به حقوق غیر به آن شکل که فاقد اخذ نتیجه مثبت و انسانی باشد یا نتیجه‌ای از آن عاید شود که به‌طور ضمنی دال بر برائت و موجه ساختن ارتکاب اعمال ناشایست و غیرانسانی باشد.
13. رجحان و توفق بد بر خوب، ناشایست بر شایسته، غیرانسانی بر انسانی، رذالت بر فضیلت، و تقوی به هر شکل و بیانیاعم از اینکه صریح باشد یا ضمنی و در لفافه.

### ۱۳۴۶
دکتر کاووسی که موفقیتی در اجرای نظریاتش به دست نیاورده بود، استعفاء می‌کند و سید ابراهیم صالح به جای او می‌آید که تا پایان عصر پهلوی مسئولیت اداره نظارت را بر عهده دارد. در دوره او سخت‌گیری نسبت به صحنه‌های غیراخلاقی کاملاً از بین می‌رود.

### ۱۳۴۹
نخستین مورد اعتراض صنفی به یک فیلم را پرستاران در اعتراض به فیلم آرامش در حضور دیگران (ساخته ناصر تقوایی) رقم می‌زنند. داستان زندگی فلاکت بار افسر بازنشسته این فیلم و دختران پرستارش، باعث اعتراض و بلافاصله توقیف فیلم می‌شود.

### ۱۳۵۴
پیچیده‌ترین مورد سانسور روی فیلم گوزن‌ها (ساخته مسعود کیمیایی) اعمال می‌شود. این فیلم پس از نمایش در سومین جشنواره فیلم تهران، یک سال توقیف می‌ماند و بعد هم با عوض کردن کامل داستان و فیلم‌بردای مجدد به آن اجازه نمایش می‌دهند. گوزن‌ها داستان رفاقت قدیمی یک معتاد و یک چریک فراری است که بعد از سال‌ها به هم می‌رسند. سیستم نظارتی، مسعود کیمیایی را مجبور می‌کند تا کاراکتر چریک رزمنده را به سارق بانک تغییر دهد.

### ۱۳۵۶
در فضای انتقادی و اعتراضی پیش از انقلاب در این سال، در ماه اسفند اداره کل امور سینمایی اعلام می‌کند که برای مقابله با ورود فیلم‌های بی‌ارزش جنسی، دیگر به چنین فیلم‌هایی مجوز نمایش نخواهد داد. با این حال، در این ماه ۱۰۰ فیلم مبتذل پروانه نمایش می‌گیرند.